# Leia truncatovenosa
Leia truncatovenosa är en tvåvingeart som beskrevs av Günther Enderlein 1910. Leia truncatovenosa ingår i släktet Leia och familjen svampmyggor. Inga underarter finns listade i Catalogue of Life.